# داریو کنزویچ
داریو کنزویچ (کرواتی: Dario Knežević; زادهٔ ۲۰ آوریل ۱۹۸۲) بازیکن فوتبال اهل کرواسی است که در پست مدافع بازی می‌کند. از باشگاه‌هایی که در آن بازی کرده‌است می‌توان به یوونتوس و لیورنو اشاره کرد. وی در تیم ملی فوتبال کرواسی نیز بازی کرده‌است.